# Gianduia
En informática, Gianduia es un framework del lado del cliente para aplicaciones de internet enriquecidas basado en estándares web. Esta tecnología fue introducida por Apple Inc. para su conferencia Worldwide Developers Conference de 2009, y está basada en HTML5 markup y JavaScript.
Esta herramienta se discute en los medios de comunicación como un potencial reemplazo de Adobe Flash y Microsoft Silverlight. Sin embargo, actualmente se conoce poco sobre esta herramienta, y los reporte iniciales muestra que es muy similar a otros frameworks JavaScript, como Cappuccino.
Según medios especializados (como CNET), parece que Apple ya había empleado Gianduia desde hace un tiempo para aplicaciones de Apple como el sistema de reserva de iPhone, el programa One to One, Genius Bar, MobileMe SproutCore, iTunes TuneKit, iPhone PastryKit, y iPad AdLib.